# Vogelgebirge

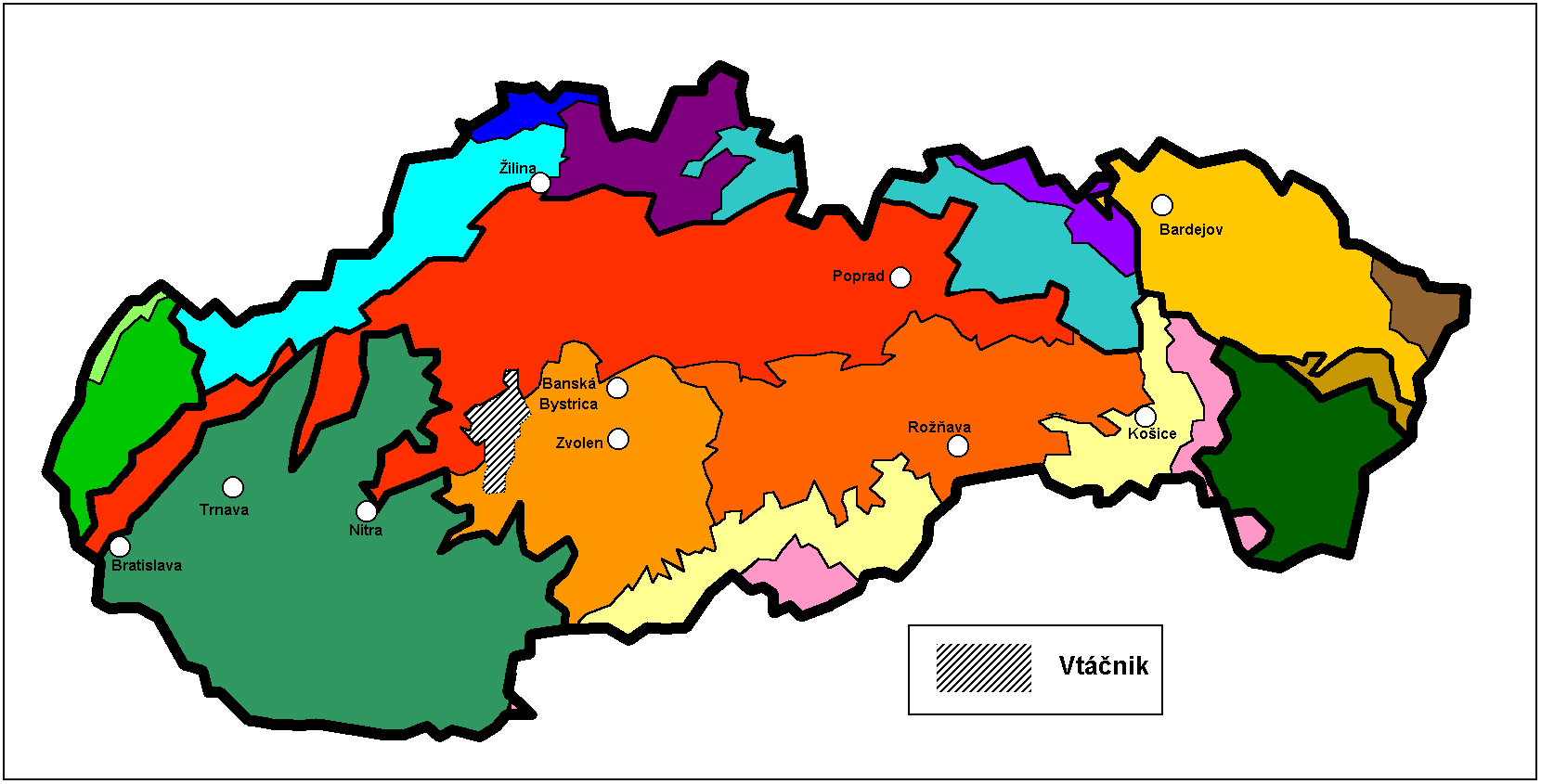
Das Vogelgebirge innerhalb der Geomorphologischen Einteilung der Slowakei

Das Vogelgebirge (slowakisch Vtáčnik) ist ein Gebirgszug in der Mittelslowakei. Es ist Teil des Slowakischen Mittelgebirges, welches zu den Inneren Westkarpaten gehört.
Es wird begrenzt
- im Nordwesten und Norden durch die Hornonitrianska kotlina („Oberneutraer Kessel“),
- im Nordosten von den Kremnitzer Bergen (Kremnické vrchy),
- im Osten von der Žiarska kotlina („Žiarer Kessel“),
- im Südosten von den Schemnitzer Bergen (Štiavnické vrchy),
- im Südwesten vom Bergland Pohronský Inovec und
- im Westen vom Tribetzgebirge (Tribeč).

Das Gebirge wird in vier weitere geomorphologische Untereinheiten aufgeteilt:
1. Vysoký Vtáčnik
2. Nízky Vtáčnik
3. Župkovská brázda
4. Raj

Höchster Gipfel ist der 1346 m hohe Vtáčnik (auch Hrádok).

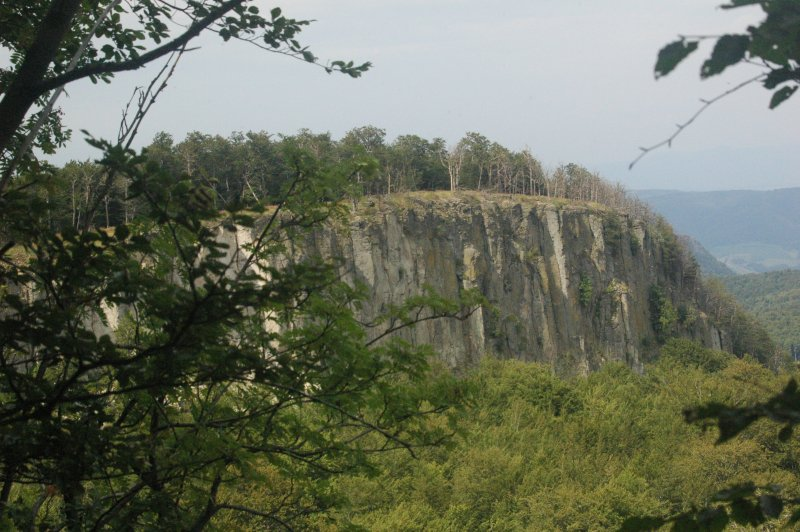
Weißer Stein

## Bedeutende Erhebungen
- Vtáčnik, 1346 m
- Biela skala (dt. Weißer Stein), 1136 m
- Buchlov, 1040 m
- Veľký Grič (dt. „Donnerstein“, „Groß Kritz“), 972 m
- Žiar, 845 m

## Einige Ortschaften im Gebirge und in der Umgebung
- Prievidza (dt. Priwitz)
- Nováky
- Handlová (dt. Kriegerhaj oder Krickerhau)
- Prochot
- Lehota pod Vtáčnikom
- Veľké Pole (dt. Hochwies oder Hochwiesen)